# Liga Venezolana de Béisbol Profesional 2012-13
La temporada de la Liga Venezolana de Béisbol Profesional 2012-13 (conocida como "Copa Maltín Polar" por motivos de patrocinio) es la 65.ª edición de este campeonato. Comenzó el 11 de octubre de 2012 con un total de 8 equipos que participarán en la competición al igual que en la temporada anterior. Los cinco mejores equipos posicionados en la Ronda Regular obtuvieron un cupo directo al Round Robin o Todos Contra Todos que se inició el 2 de enero de 2013 y donde clasificaron a la final los equipos Navegantes del Magallanes y Cardenales de Lara repitiendo así la Final de la Temporada 1995-1996, donde los Navegantes del Magallanes obtuvieron su undécimo título representando a Venezuela en la Serie del Caribe Hermosillo 2013
El torneo se jugó esta temporada en honor a Luis Aparicio Ortega, quien jugó en la Liga Profesional entre 1931 y 1954 con equipos como Magallanes, Sabios de Vargas y Gavilanes, además de ser mánager de las Águilas del Zulia y padre del infielder Luis Aparicio
Un hecho particular de esta temporada lo constituyó el que los equipos finalistas de la temporada anterior (Tigres de Aragua y Tiburones de La Guaira) resultaran eliminados en la ronda regular.

## Equipos participantes
| Equipos                   | Equipos   | Equipos                           | Equipos                   | Equipos      | Equipos   | Equipos |
| Equipo                    | Fundación | Ciudad/Estado                     | Estadio                   | Inauguración | Capacidad |         |
| ------------------------- | --------- | --------------------------------- | ------------------------- | ------------ | --------- | ------- |
| Águilas del Zulia         | 1968      | Maracaibo, Zulia                  | Luis Aparicio "El Grande" | 1955         | 23.000    |         |
| Bravos de Margarita       | 2007      | Porlamar, Nueva Esparta           | Estadio Nueva Esparta     | 1990         | 13.030    |         |
| Cardenales de Lara        | 1942      | Barquisimeto, Lara                | Antonio Herrera Gutiérrez | 1969         | 20.784    |         |
| Caribes de Anzoátegui     | 1987      | Puerto La Cruz, Estado Anzoátegui | Alfonso Chico Carrasquel  | 1991         | 17.088    |         |
| Leones del Caracas        | 1942      | Caracas, Distrito Capital         | Universitario de Caracas  | 1951         | 25.000    |         |
| Navegantes del Magallanes | 1917      | Valencia, Carabobo                | José Bernardo Pérez       | 1955         | 14.638    |         |
| Tiburones de La Guaira    | 1962      | La Guaira, Vargas                 | Universitario de Caracas  | 1951         | 25.000    |         |
| Tigres de Aragua          | 1965      | Maracay, Aragua                   | José Pérez Colmenares     | 1965         | 15.328    |         |

## Estadios
| |                                                                                                |                                                                                                   | |
| |                                                                                                |                                                                                                   | |
| Estadio Universitario (UCV) Ciudad: Caracas Capacidad: 25.690 Club: Leones del Caracas Tiburones de La Guaira | Estadio Luis Aparicio "El Grande" Ciudad: Maracaibo Capacidad: 23.900 Club: Águilas del Zulia  | Estadio Antonio Herrera Gutiérrez Ciudad: Barquisimeto Capacidad: 22.000 Club: Cardenales de Lara | Estadio Alfonso Chico Carrasquel Ciudad: Puerto La Cruz Capacidad: 18.000 Club: Caribes de Anzoátegui |
| |                                                                                                |                                                                                                   | |
| Estadio Nueva Esparta Ciudad: Porlamar Capacidad: 16.100 Club: Bravos de Margarita                            | Estadio José Bernardo Pérez Ciudad: Valencia Capacidad: 15.500 Club: Navegantes del Magallanes | Estadio José Pérez Colmenares Ciudad: Maracay Capacidad: 15.328 Club: Tigres de Aragua            | |

### Estadios Alternos
Como ya es costumbre la Liga Venezolana de Béisbol Profesional permite la realización de juegos oficiales en gramados alternos a los oficiales de cada franquicia, este año la liga aprobó que los clubes Navegantes del Magallanes, Águilas del Zulia y Caribes de Anzoátegui utilizaran como sedes alternas los estadios Independencia de Puerto Cabello, Víctor Davalillo de Cabimas y La Ceiba de Ciudad Guayana respectivamente.
|                                                                                       |  |
|                                                                                       |  |
| Estadio La Ceiba Ciudad: Ciudad Guayana Capacidad: 30.000 Club: Caribes de Anzoátegui |  |